# Фонтен-Шаландре
Фонте́н-Шаландре́ (фр. Fontaine-Chalendray) — коммуна во Франции, находится в регионе Пуату — Шаранта. Департамент коммуны — Шаранта Приморская. Входит в состав кантона Ольне. Округ коммуны — Сен-Жан-д’Анжели.
Код INSEE коммуны — 17162.

## Население
Население коммуны на 2010 год составляло 230 человек.
| 1962 | 1968 | 1975 | 1982 | 1990 | 1999 | 2010 |
| ---- | ---- | ---- | ---- | ---- | ---- | ---- |
| 458  | 432  | 374  | 336  | 270  | 284  | 230  |